# Allantomytilus dacryoides
Allantomytilus dacryoides är en insektsart som beskrevs av Williams och Watson 1988. Allantomytilus dacryoides ingår i släktet Allantomytilus och familjen pansarsköldlöss. Inga underarter finns listade i Catalogue of Life.